# Massacre de Camp Speicher
Massacre de Camp Speicher (também conhecido como Massacre de Tikrit) foi um massacre ocorrido em 12 de junho de 2014, no contexto do avanço do Estado Islâmico no Iraque.
Em 12 de junho de 2014, o Estado Islâmico assassinou pelo menos 1.700 cadetes da Força Aérea Iraquiana em um ataque a Camp Speicher em Tikrit. Na época do ataque, havia entre 4.000 e 11.000 cadetes desarmados no campo. Os combatentes do Estado Islâmico selecionaram cadetes xiitas e não-muçulmanos dos sunitas e os assassinaram. Muitos dos assassinos foram identificados depois como sendo membros do Partido Baath Iraquiano e partidários de Saddam Hussein que se juntaram ao Estado Islâmico.